# Mary Douglas
Mary Douglas (San Remo, Italia, 25 de marzo de 1921 - Londres, 16 de mayo de 2007) fue una antropóloga británica especializada en el análisis del simbolismo y los textos bíblicos. Su libro más conocido, Pureza y peligro (1966), ha ejercido una gran influencia en el estudio antropológico de los sistemas de clasificación.

## Biografía
Hija de Gilbert Tew, funcionario del Servicio Colonial Británico y su esposa irlandesa Phyllis, su nombre de soltera era Margaret Mary Tew. Pasó su infancia en Totnes, Devon. Cuando tenía 12 años su madre murió, y quedó al cuidado de sus abuelos. Margaret y su hermana Patricia fueron educadas en el católico Sagrado Corazón de Roehampton. Entre 1939 y 1943 estudió filosofía y ciencias políticas y económicas en Oxford, donde fue alumna del antropólogo Edward Evan Evans-Pritchard, que ejerció una considerable influencia intelectual sobre ella. 
Durante la guerra trabajó en la Colonial Office. Volvió a Oxford en 1947, terminó su carrera y en 1949 realizó trabajo antropológico de campo con los  Lele, una tribu africana que vivía en esa época en el Congo Belga. A comienzos de los años 50 se casó con James Douglas, con el que tuvo tres hijos. Durante veinticinco años, fue profesora en el Colegio Universitario de Londres. Más tarde dio clases en Estados Unidos durante once años. En los escritos de esta época aparecen algunos de sus temas característicos: el análisis de riesgos, el entorno, la economía del consumo y el bienestar, la comida y el ritual. Muchos de sus trabajos se hicieron populares fuera de los círculos antropológicos. Su libro Pureza y peligro la convirtió en una celebridad dentro de su campo. 
Tras cuatro años de trabajo (1977-1981) como profesora de Estudios Culturales en el Instituto Russel Sage de Nueva York, se trasladó a la Universidad de Northwestern como profesora de Humanidades, profundizando en los vínculos entre teología y antropología. En esta época publica en colaboración con el econometricista Baron Isherwood El mundo de los bienes (1978), obra pionera de la antropología económica.  
En 2004 queda viuda. En el 2006 la Reina de Inglaterra la nombró Dama del Imperio Británico. Murió el 16 de mayo de 2007 en Londres, a los 86 años, por complicaciones asociadas a un cáncer.

## Contribuciones a la antropología
El aporte más destacado de Douglas es su interpretación del libro del Levítico, así como su papel en la gestación de la Teoría cultural del riesgo. En su obra seminal Pureza y peligro (1966), propuso por primera vez que las leyes kosher contenidas en el Levítico no debían interpretarse como medidas elementales de higiene o pruebas arbitrarias de la fidelidad de los judíos a su Señor, sino que su verdadera función consistía en trazar fronteras simbólicas. Según Douglas, resultan prohibidas aquellas viandas que no quedan incluidas de forma clara en una categoría. Así, la prohibición de la carne de cerdo se debe a que este animal presenta rasgos ambiguos, pues tiene las pezuñas hendidas propias de los ungulados, pero no rumia.
Posteriormente, a partir de Símbolos naturales (1970), desarrolló una teoría ambiciosa sobre la forma en que los individuos conciben su relación con la sociedad y construyen su escala de valores. A su juicio, tras la aparente diversidad que se da en este campo subyacen en realidad unos pocos modelos fundamentales de pensamiento y conducta. La configuración peculiar de una cultura depende del mayor o menor margen de maniobra que se concede en ella a estos modelos (así, la cultura moderna occidental tiene una tolerancia característica hacia el individualismo, impensable en otros entornos culturales).
Propone la perspectiva cultural para el análisis de la vida cotidiana. Sus publicaciones sobre símbolos naturales y estilos de pensamiento permiten saber cuáles son las motivaciones culturales para decidir tanto en cuestiones de la vida cotidiana, como en cuestiones de vida o muerte (Ver Cómo piensan las instituciones).
En educación el tema de los estilos culturales permite analizar desde una perspectiva culturalista el comportamiento de los actores en la escuela. Si un maestro o administrador pertenece a un estilo individualista, la institución no puede esperar de él o ella que se sacrifique por los otros o incluso que realice con calidad su trabajo. Lo mismo ocurre con los profesores que pertenecen al grupo jerárquico, que no podrán aceptar comportamientos de diálogo y reflexión entre iguales, ya que su estilo los remite a estructuras directivas y lineales.